# Гравис
Гра̀вис (`) е диакритичен знак, използван като знак за обратно (слабо) ударение. Приблизително съвпада по форма с типографския клавиатурен знак машинописен обратен апостроф.
Използва се във френски, италиански, португалски, норвежки, литовски, македонски и други езици.

## Употреба
- В български език се използва в буквата Ѝ ѝ.
- В руски език се използва в синодалния превод на Библията; например: „Итак не заботьтесь и не говорите: „чтò нам есть?“ или „чтò пить?“ или „во чтò одеться?“.
- Във френския език (на френски: accent grave, „аксан грав“) се поставя над гласна и означава отворено „е“ (è) – [ε]:
père [pεʁ], très [tʁε], dès [dε]
Може да изменя значението на дума: например, има предлог „à“ и форма 3-то лице единствено число на глагола „avoir“ (имам) – „a“ (има).
- В португалския език се използва в предлога à, който е комбинация от омонимните предлога а (указание за посока на движение) и определителния член за женски род а. Например: „Vou à praia“ – „Отивам на плаж.“
- В Шотландски келтски език означава дължината на гласната, затова шотландски текст лесно се отличава графически от текстове на други гойделски езици.